# Покровське орхідне поле

Кінбурнський півострів

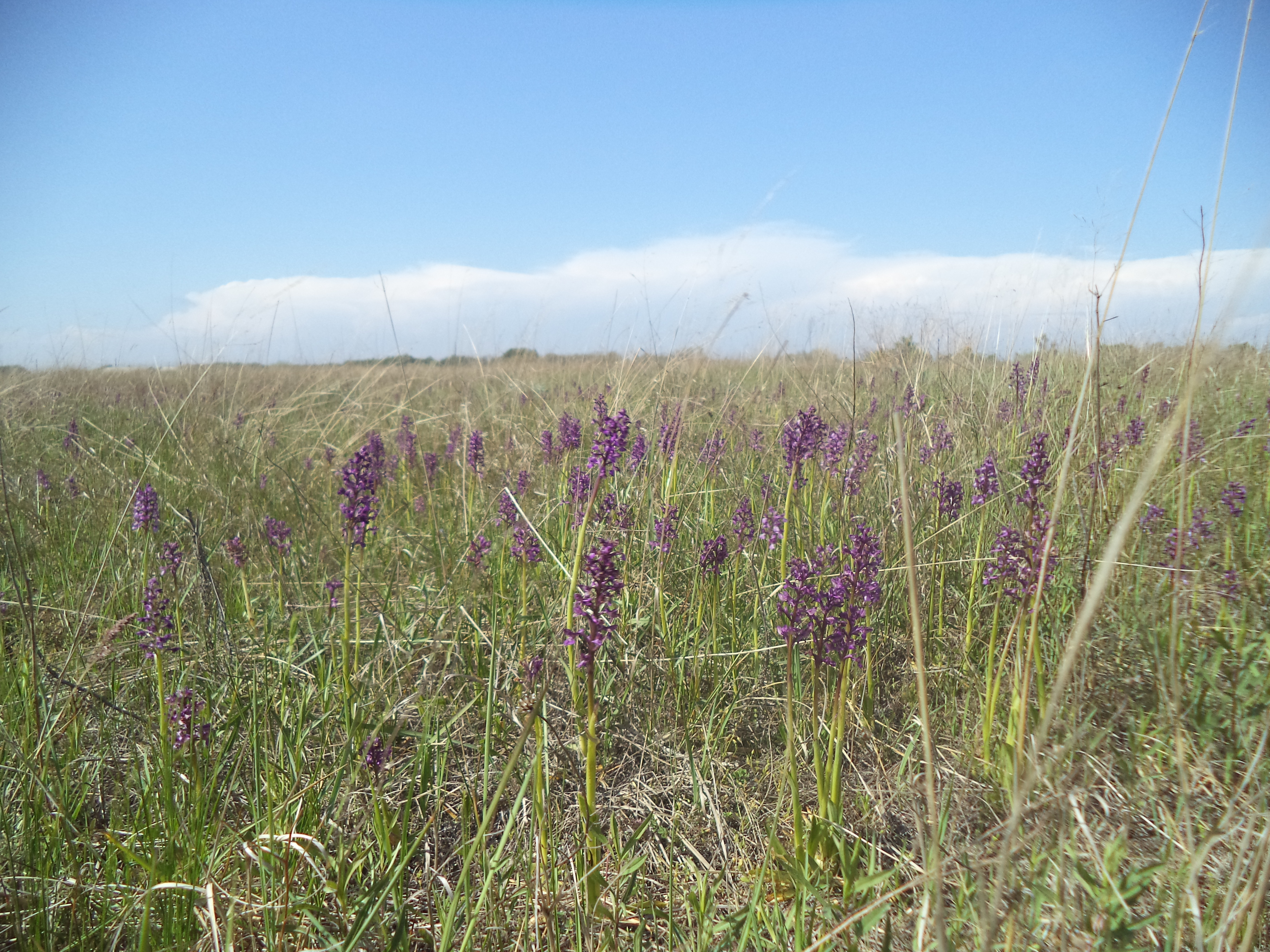
На Покровському орхідному полі

Покровське орхідне поле — на Кінбурнській косі, на півдні Миколаївської області, в межах Очаківського району на Кінбурнському півострові. Найбільше в Європі поле орхідей. На 1 м² виростає 30—60 (100) орхідей, сім'я яких представлена 6 видами роду Orchis. Покровське орхідне поле прилягає до озер — оз. Черніне і оз. Черепашине.
Крім орхідей, тут зростають зозулинці болотний, блощичний та розмальований, запашний, салеповий. Ці види занесені до Червоної книги України.

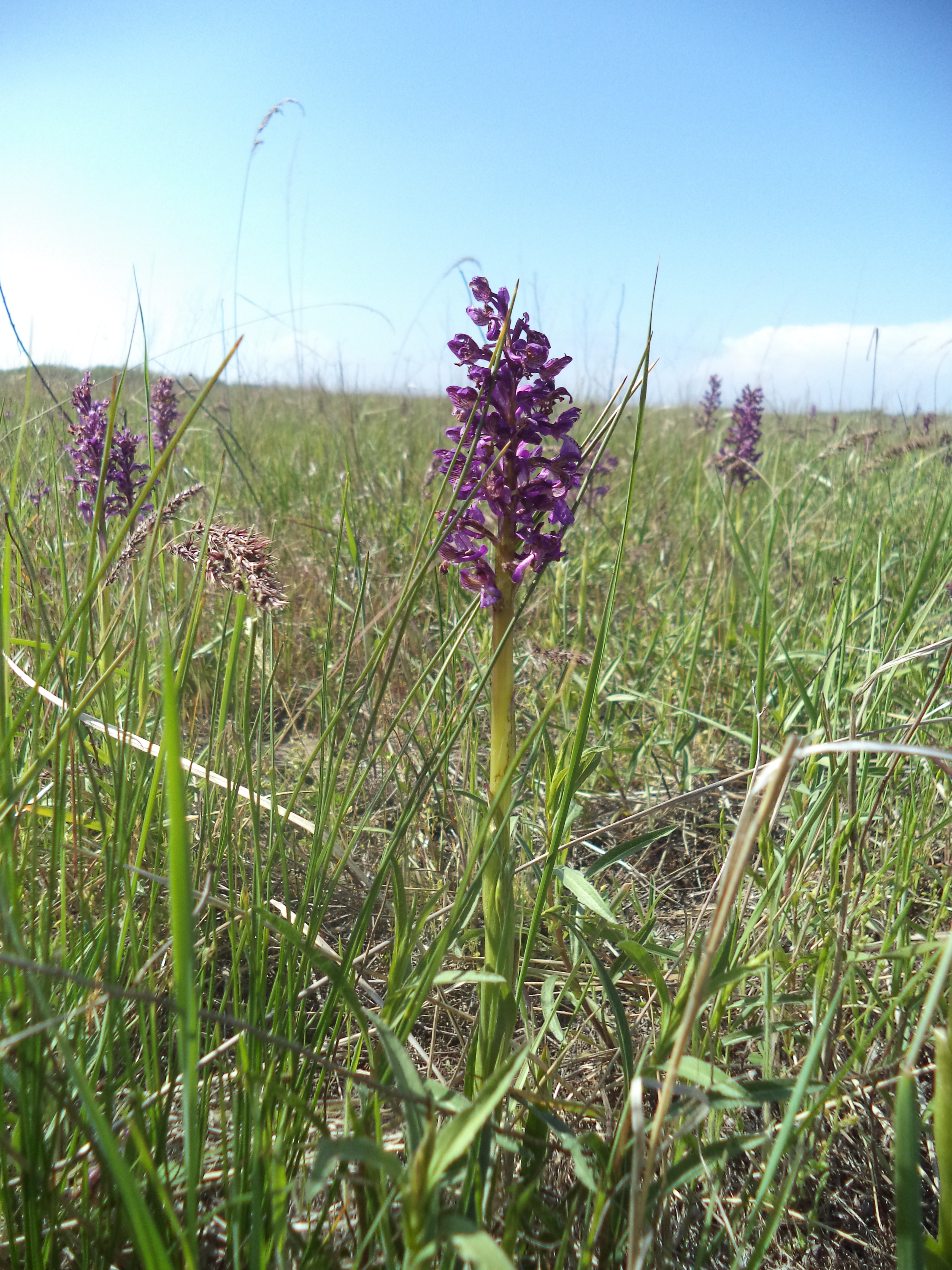
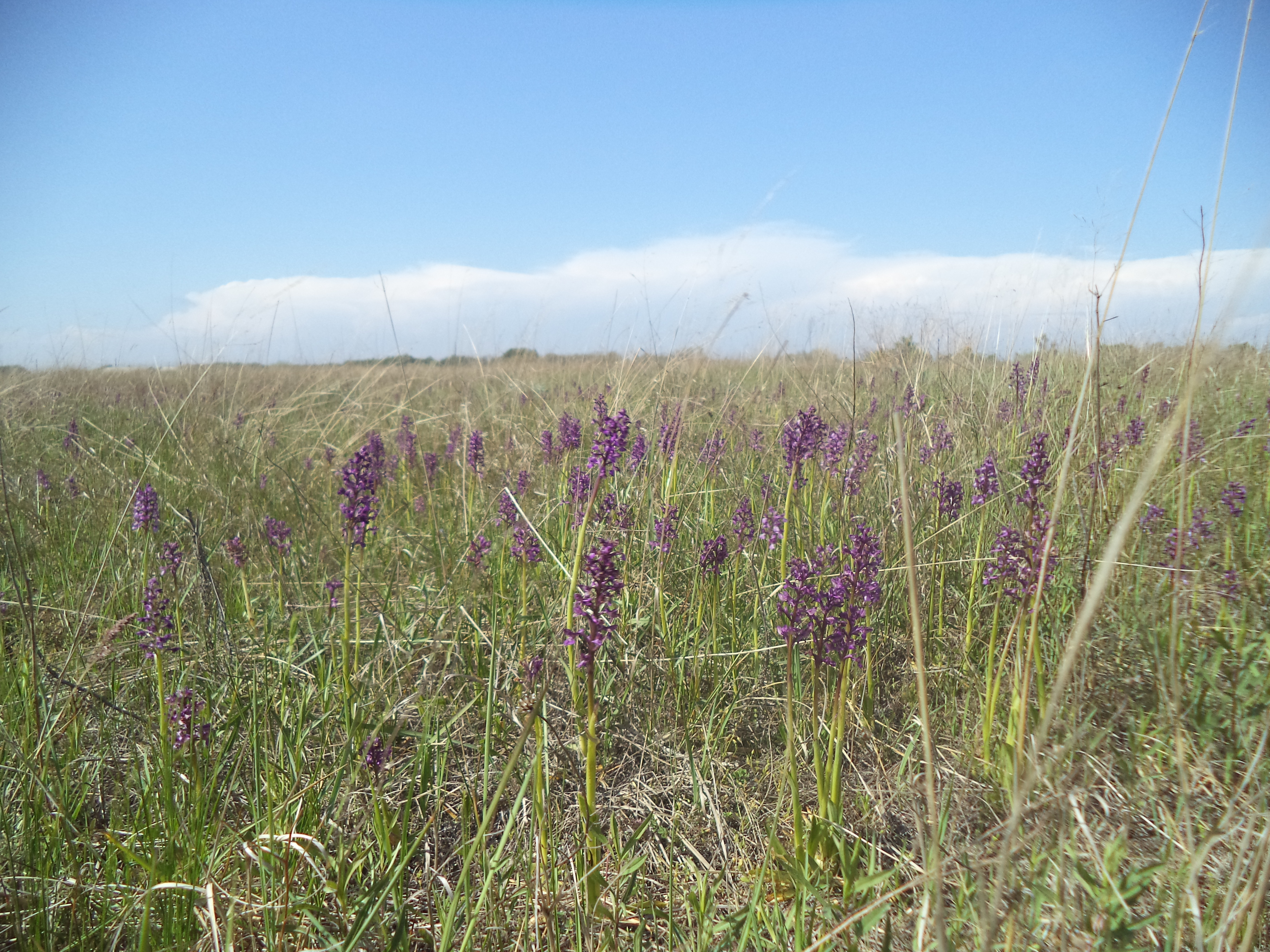
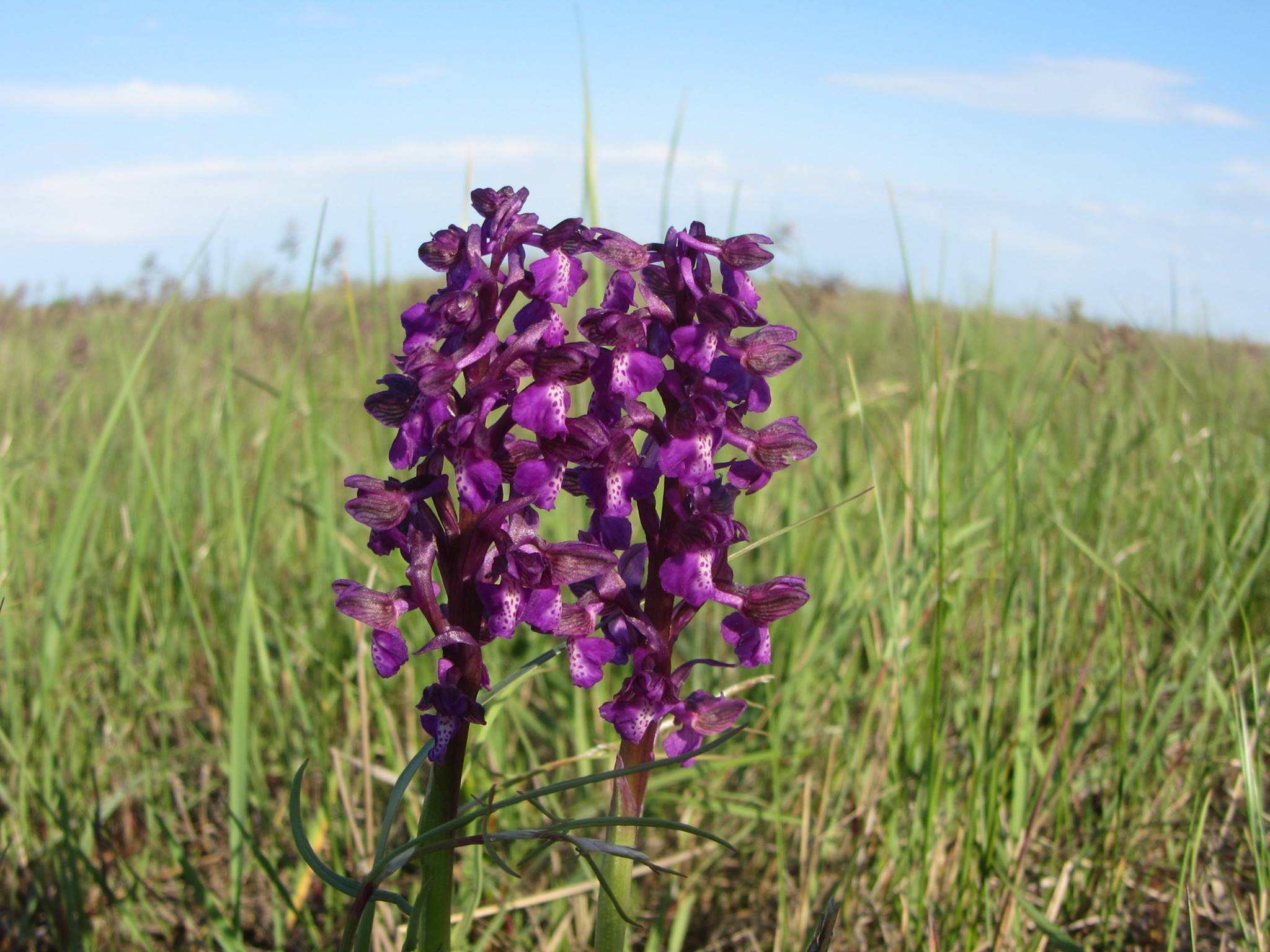